# 張榕容
張榕容（法語：Sandrine Pinna，1987年4月10日—），台灣女演員。她以廣告童星身份出道，曾三度入圍金馬獎最佳女主角，2009年憑電影《陽陽》奪得第53屆亞太影展和第11屆臺北電影節影后，2012年以《逆光飛翔》再獲第14屆臺北電影節影后，是臺北電影節史上首位兩奪影后的演員。

## 生平

### 童星出道
張榕容出生於台北，5歲時就當過童裝模特，約10岁時因混血外形在街上被发掘，開始出演平面廣告。1997年她參演劉德華《愛如此神奇》的MV，開始受到注目，並成為民視《快樂小菩薩》和公視《寶藏筆記簿》等兒童節目的主持，還曾憑《寶藏筆記簿》入圍2000年第三十五屆金鐘獎兒童節目主持人獎項。
2000年，張榕容初次參演電影《起毛球了》，但她當時對電影尚無深入理解，只是用漫畫書來打發等候拍攝的時光。2001年，还在讀國中的張榕容初次出演電視劇《貧窮貴公子》，飾演男主角的妹妹。此後她把重心放在學業上，並考入世新大學廣播電視電影學系。

### 嶄露頭角
2006年，正在世新就讀的張榕容出演由鄭有傑執導、與柯佳嬿、柯宇綸等合作的電影《一年之初》，飾演與男友無憂無慮卻因意外把朋友弄丟的少女「小惠」。該片入圍威尼斯等多個影展單元成績亮眼，而張在片中的表現也開始獲得業界留意，獲得更多的演出機會。
兩年後，2008年，張榕容出演與柯佳嬿合作的電影《渺渺》，飾演與來自日本的交換生「渺渺」結為好友並對她心存愛意的高中生「小璦」。張在片中的演出清新自然，獲不少電影圈內人賞識，梁朝偉認為她的表現突出而感動人心，但也有意見認為她的演出“稍微幼嫩”。張憑藉該片入圍第3屆亞洲電影大獎最佳新演員和第45屆金馬獎最佳女主角獎項。同年，張榕容加盟王家衛的澤東電影。

### 躋身影后
2009年，張榕容出演與張睿家、黃健瑋、何思慧等合作的電影《陽陽》，飾演中法混血的田徑選手「陽陽」。該片是張與鄭有傑導演繼《一年之初》後再度合作，鄭表示張榕容是创作《陽陽》的靈感來源；張也因角色與自身有很多相似之處，在拍攝時一度難以抽離。憑藉在本片中的表現，張榕容獲得了第53屆亞太影展和第11屆臺北電影節的最佳女主角獎項，同時也獲得第46屆金馬獎和第4屆亞洲電影大獎最佳女主角提名。
2011年，張榕容出演與潘瑋柏等合作的電視劇《愛∞無限》，首次擔綱電視劇女主角。
2012年，張榕容出演與黃裕翔等合作的電影《逆光飛翔》，飾演夢想成為舞者卻被迫放棄的女孩「小洁」。為了呈现更好的表演效果，張榕容在開拍前用兩年時間訓練肢體柔韌度，劇組還請同片演出的著名舞者許芳宜對她進行舞蹈動作指導。該片為她再添一座臺北電影節影后獎座，評委評價張榕容在本片中的演出「自然、真實，完全沒有表演痕跡」；同時，她也第三次獲得了金馬獎最佳女主角提名。同年，張榕容出演與劉以豪、修杰楷等合作的電視劇《沒有名字的甜點店》，飾演甚具天賦的個性甜點師。她憑藉此角色獲得了第49屆金鐘獎戲劇節目女主角提名。

### 事業拓展
憑《逆光飛翔》拿下台北電影節最佳女主角後不久，2012年末，張榕容與男友紀佳松在峇里島訂婚，次年2月登記並公佈有孕消息。雖然外界就她結婚一事對其演藝事業的影響看法不一，但張在產後同年即宣告復出，並表示與家人會相互支持彼此的夢想。2014年，張榕容受邀擔任臺北電影節電影大使。同年4月，接拍產後首部電影《我們全家不太熟》，飾演未婚媽媽「卡卡」，對此張表示不擔心角色被定型，並認為年齡和經驗的累積有助於拓寬表演的厚度。
復出後的張榕容也將事業進一步拓展到中國大陸。2016年，張與金城武、梁朝偉、陳奕迅等合作電影《擺渡人》，飾演餅店店主、男主角「管春」的前女友「毛毛」。同年，張出演陳凱歌執導的電影《妖猫传》，飾演被設定為有「一半胡人血統」的楊貴妃，雖然有觀點認為張的混血外表和相對苗條等特點與楊貴妃古典美人的傳統印象不符，但她在片中的演技和造型仍受到觀眾相當肯定，她也憑藉該片獲得了第23屆華鼎獎最佳女配角獎。
除了大銀幕上的表現，張榕容也活躍於熒屏等其他媒介。2019年，張主演與許凱合作的網路劇《從前有座靈劍山》，擔任女主角「王舞」，突破過往形象的演出受到好評，被認為相當貼合原著。2021年，已有8年未在台灣接拍長劇的張榕容出演與莊凱勛、劉冠廷等合作的電視劇《第三佈局 塵沙惑》，飾演女刑警「徐梓薇」，為使角色更具說服力，張在開拍前接受三個月的動作戲訓練。

## 個人生活
張榕容的母親是台灣人，父親是法國人，童年時父母離異，張和母親一起生活。
2013年與音樂人紀佳松結婚，同年產下女兒。

## 演出作品

### 電視劇
| 上映年份 | 片名                  | 飾演             | 備註   |
| 2001     | 貧窮貴公子            | 四妹             | [ 30 ] |
| 2002     | 城市造英雄            | 小P              |        |
| 2007     | 熱情仲夏              | 蒂娜 (Tina)      | [ 31 ] |
| 2008     | 波麗士大人            | 幼稚園老師(客串) | [ 3 ]  |
| 2008     | 霹靂MIT               | 溫心蘭(客串)     |        |
| 2010     | 愛∞無限               | 宋瑞恩           | [ 32 ] |
| 2013     | 沒有名字的甜點店      | 陳甜甜           | [ 33 ] |
| 2016     | 滾石愛情故事-終結孤單 | 朱家玲           | [ 34 ] |
| 2019     | 從前有座靈劍山        | 王舞             | [ 25 ] |
| 2020     | 故事宮寓              | 唐代仕女俑       | [ 35 ] |
| 2021     | 第三佈局 塵沙惑       | 徐梓薇           | [ 26 ] |
| 2021     | 逆局                  | 楊羽璐           | [ 30 ] |
| 2023     | 今日宜加油            | 王五六           | [ 36 ] |
| 2023     | 有生之年              | 許雅欣           | [ 37 ] |
| 2023     | 天啟異聞錄            | 安傑麗卡         | [ 38 ] |
| 2024     | 颜心記                | 颜南星的分身     |        |
| 2025     | 整形過後              |                  |        |

### 電影
| 上映年份 | 片名                   | 飾演         | 備註     |
| 2000     | 起毛球了               | 阿阿         | [ 4 ]    |
| 2003     | 給我一支貓             | 王威文的妹妹 |          |
| 2006     | 單車上路               | Julia        | [ 39 ]   |
| 2006     | 一年之初               | 小惠         | [ 39 ]   |
| 2008     | 花吃了那女孩           | U            | [ 40 ]   |
| 2008     | 渺渺                   | 沈璦媛       | [ 10 ]   |
| 2009     | 陽陽                   | 張欣陽       | [ 13 ]   |
| 2010     | 財神到                 | 董晶晶       | [ 41 ]   |
| 2012     | 逆光飛翔               | 小潔         | [ 16 ]   |
| 2013     | 女蛹                   | 關文馨       | [ 42 ]   |
| 2015     | 台北工廠II-愛情肥皂劇  | JOHNATHAN    | [ 43 ]   |
| 2015     | 戀愛中的城市           | 凡妮莎張     | [ 44 ]   |
| 2015     | 我們全家不太熟         | 卡卡         | [ 21 ]   |
| 2016     | 消失的愛人             | 燕子         | [ 45 ]   |
| 2016     | 六弄咖啡館             | 梁小姐       | [ 46 ]   |
| 2016     | 擺渡人                 | 毛毛         | [ 22 ]   |
| 2017     | 52 Hz I Love You       | 琦琦         | [ 47 ]   |
| 2017     | 妖貓傳                 | 楊貴妃       | [ 22 ]   |
| 2019     | 素人特工               | 淼淼         | [ 48 ]   |
| 2019     | 逗愛熊仁鎮             | 蒙小鲜       | [ 49 ]   |
| 2021     | 複身犯                 | 沈宜玲       | [ 50 ]   |
| 2021     | 合法伴侶               | 赫敏         | [ 51 ]   |
| 2021     | 超越                   | 齊悅悅       | [ 52 ]   |
| 2024     | 貓妖奇譚               | 貓妖         | 網絡電影 |
| 2024     | 鬼才之道               | 凱薩琳       |          |
| 2024     | 愛情城事－不存在的孩子 | Claire       | [ 53 ]   |
| 2024     | 重生                   | 南茜         |          |
| 2024     | 誤殺3                  |              |          |
| 2025     | 花明渡                 | 劉仁         | [ 54 ]   |

### 微電影
| 年份 | 片名         | 飾演   | 備註   |
| 2016 | 受虐兒去哪裡 | 黃麗芸 | [ 55 ] |

### 短片
| 年份 | 片名     | 飾演             | 備註   |
| 2008 | 匿名遊戲 | 會員AAAAA        | [ 1 ]  |
| 2008 | 宇宙歌女 | 外星人           | [ 39 ] |
| 2008 | 天黑     | 筱捷             | [ 56 ] |
| 2008 | 百獄     | 暖暖             | [ 1 ]  |
| 2009 | 半熟爸爸 | 阿美（未婚媽媽） | [ 57 ] |

### 動畫配音
| 年份 | 片名     | 飾演        | 備註   |
| 2011 | 飆風雷哥 | 荳荳(Beans) | [ 58 ] |
| 2016 | 寵物當家 | 克蘿伊      | [ 59 ] |

### 舞台劇
| 年份 | 片名             | 飾演 | 備註   |
| 2011 | 李小龍的阿砸一聲 |      | [ 60 ] |

### MV
| 年份 | 歌曲                     | 歌手   | 備註   |
| 1997 | 愛如此神奇               | 劉德華 | [ 3 ]  |
| 2009 | 我不會愛                 | 蕭敬騰 | [ 61 ] |
| 2009 | 若你碰到他               | 蔡健雅 | [ 62 ] |
| 2012 | 想幸福的人               | 楊丞琳 | [ 63 ] |
| 2015 | 謝謝我的我               | 劉品言 | [ 64 ] |
| 2015 | 只要有你的地方（晚安版） | 林俊傑 | [ 65 ] |
| 2016 | 彈唱                     | 林俊傑 | [ 66 ] |
| 2020 | 諷刺的情書               | 田馥甄 | [ 67 ] |
| 2022 | 我連快樂都不敢了         | 黃玠瑋 | [ 68 ] |

### 主持
| 年份 | 頻道 | 節目名稱   | 備註     |
| 1997 | 民視 | 快樂小菩薩 | 小主持人 |
| 1999 | 公視 | 寶藏筆記簿 | [ 1 ]    |

## 獎項紀錄
| 年份 | 頒獎典禮                   | 獎項               | 作品                 | 結果 |
| ---- | -------------------------- | ------------------ | -------------------- | ---- |
| 2000 | 第35屆金鐘獎               | 兒童節目主持人獎   | 《寶藏筆記簿》       | 提名 |
| 2008 | 第45屆金馬獎               | 最佳女主角         | 《渺渺》             | 提名 |
| 2009 | 第3屆亞洲電影大獎          | 最佳新演员         | 《渺渺》             | 提名 |
| 2009 | 第11屆台北電影節           | 最佳女主角         | 《陽陽》             | 獲獎 |
| 2009 | 第46屆金馬獎               | 最佳女主角         | 《陽陽》             | 提名 |
| 2009 | 第53屆亞太影展             | 最佳女主角         | 《陽陽》             | 獲獎 |
| 2009 | 第1屆澳門國際電影節        | 最佳新人獎         | 《陽陽》             | 提名 |
| 2009 | 第4屆亞洲電影大獎          | 最佳女主角         | 《陽陽》             | 提名 |
| 2012 | 第14屆台北電影節           | 最佳女主角         | 《逆光飛翔》         | 獲獎 |
| 2012 | 第13屆華語電影傳媒大獎     | 最佳女主角         | 《逆光飛翔》         | 提名 |
| 2012 | APN亞太製片人年會          | 年度優秀電影女演員 | 《逆光飛翔》         | 獲獎 |
| 2012 | 第49屆金馬獎               | 最佳女主角         | 《逆光飛翔》         | 提名 |
| 2014 | 第49屆金鐘獎               | 戲劇節目女主角     | 《沒有名字的甜點店》 | 提名 |
| 2014 | 第21屆北京大學生電影節     | 最佳女演員         | 《女蛹》             | 提名 |
| 2017 | 第24屆香港電影評論學會大獎 | 最佳女演員         | 《擺渡人》           | 提名 |
| 2018 | 第23屆華鼎獎               | 最佳女配角         | 《妖貓傳》           | 獲獎 |
| 2018 | 微博電影之夜               | 最受期待演員       | 《妖貓傳》           | 獲獎 |
| 2018 | 第18屆華語電影傳媒大獎     | 最佳女配角         | 《妖貓傳》           | 提名 |
| 2019 | 微博電視劇大賞             | 十大人氣女演員     | 從前有座靈劍山       | 獲獎 |
| 2024 | 第10屆文榮獎               | 最佳青年電影女演員 | 《重生》             | 獲獎 |
| 2024 | 第61屆金馬獎               | 最佳女配角         | 《鬼才之道》         | 提名 |
| 2025 | 第6屆台灣影評人協會獎      | 最佳女演員         | 《鬼才之道》         | 提名 |
| 2025 | 第27屆台北電影獎           | 最佳女主角         | 《鬼才之道》         | 提名 |

## 外部連結
- 張榕容的新浪微博
- 張榕容 Sandrine Pinna的Facebook專頁
- 張榕容的Instagram帳戶
- 張榕容在互联网电影资料库（IMDb）上的資料（英文）（英文）
- 在AllMovie上張榕容的頁面（英文）
- 張榕容在香港影庫上的簡介
- 張榕容在豆瓣上的资料（简体中文）
- 張榕容在时光网上的簡介（简体中文）